# Jack Browne, Baron Craigton
Jack Nixon Browne, Baron Craigton CBE, PC (* 3. September 1904 in Rugby, Warwickshire; † 28. Juli 1993) war ein schottischer konservativer Politiker der Unionist Party.

## Jugend und Militärdienst
Er war der Sohn von Edwin Gilbert Izod und nahm 1920 den Nachnamen Browne an, als seine Familie meinte, der ungewöhnliche Nachname sei nachteilhaft. Er ging auf das Cheltenham College und diente während des Zweiten Weltkriegs als Offizier im Ballon-Kommando der Royal Air Force, wo er den kommissarischen Rang eines Group Captain erreichte. Er wurde dafür 1944 als Commander des Order of the British Empire ausgezeichnet.

## Politische Karriere
Er kandidierte 1945 ohne Erfolg für den Sitz in der durch die Arbeiterklasse geprägten Wahlkreis Glasgow Govan, aber wurde dort 1950 ins House of Commons gewählt und hielt diesen Sitz bis 1955. Er wurde dann 1955 Abgeordneter für den Wahlkreis Glasgow Craigton.
Er war von 1952 bis April 1955 Parliamentary Private Secretary für den Secretary of State for Scotland, als er Parliamentary Under-Secretary of State for Scotland wurde. Im November 1959 wurde er als Baron Craigton, of Renfield in the County of the City of Glasgow, zum Life Peer erhoben. Er wurde dadurch Mitglied des House of Lords und schied dazu aus dem House of Commons aus. 1961 wurde er ins Privy Council aufgenommen. Im Oktober 1959 wurde er Minister of State for Scotland und behielt diese Stelle bis Oktober 1964.
Später hatte er mehrere wichtige Funktionen in der Privatwirtschaft, darunter Chairman von United Biscuits Holdings, und unterstützte mehrere Naturschutzverbände einschließlich des World Wildlife Fund.